# Bad Schönborn
Bad Schönborn är en kommun och ort i Landkreis Karlsruhe i regionen Mittlerer Oberrhein i Regierungsbezirk Karlsruhe i förbundslandet Baden-Württemberg i Tyskland. 
Kommunen bildades 1 januari 1971 genom en sammanslagning av kommunerna Bad Langenbrücken och Bad Mingolsheim i kommunen Bad Mingolsheim-Langenbrücken. Namnet ändrades till det nuvarande 7 augusti 1972.
Kommunen ingår i kommunalförbundet Bad Schönborn tillsammans med kommunen Kronau.